# Samlade hits
Samlade hits är ett samlingsalbum av den svenska popartisten Harpo, utgivet 1995 på skivbolaget Pickwick. Skivan innehåller albumet Let's Get Romantic (1984) i sin helhet samt tre låtar utgivna på 1970-talet.

## Låtlista
1. "Moviestar"
2. "Smile"
3. "Honolulu"
4. "Angel"
5. "Light a Candle"
6. "Somewhere in France"
7. "Wishing You Were Here"
8. "Back in the Woods"
9. "Why Can't We Be Friends"
10. "Romantic"
11. "Party Girl"
12. "Where Do We Go from Here?
13. "Aeroplane"
14. "Joey"